# Wish You Were Here (canción de Pink Floyd)
"Wish You Were Here" (en español: Quisiera que estuvieses aquí u Ojalá que estuvieras aquí) es la cuarta canción escrita por Roger Waters y cantado por David Gilmour, grabada y publicado por la banda de rock progresivo Pink Floyd, lanzado el 15 de septiembre de 1975, como parte del álbum "Wish You Were Here". La letra de la canción está inspirada en un sentimiento de nostalgia por la ausencia de un ser querido, así también dedicada al antiguo miembro de la banda, Syd Barrett, que dejó la misma en 1968 por problemas mentales derivados del consumo de drogas (Principalmente el LSD). El riff principal fue compuesto por David Gilmour. Mientras lo tocaba en su guitarra acústica de 12 cuerdas en el estudio 3 de Abbey Road, el bajista Roger Waters lo escuchó y le gustó; Waters se aprendió el riff y fue al estudio contiguo para intentar hacer una canción a partir de él. Después, volvió con la melodía vocal y las letra completas y junto a Gilmour ensamblaron las partes hasta darle a la canción la forma final.

## Composición
En el álbum, la canción comienza desde el final de "Have a Cigar" sin un intermedio de silencio entre ambas. En la transición se escucha el sonido de una radio cambiando de emisoras, y finalmente se detiene en una donde "Wish You Were Here" comienza. Gilmour tocó la introducción en una guitarra de doce cuerdas, procesada para sonar como si estuviera siendo tocada por medio de una vieja radio de transistores y después grabó en una toma extra un solo de guitarra acústica en sonido real. Este pasaje fue mezclado para dar la impresión de que el guitarrista está tocando en una sala, con la radio. Esta parte también contiene un chillido casi inaudible que cambia lentamente de tono, como si estuviera recibiendo interferencias de radio AM.
Durante el primer solo, a los 26 segundos, se escucha una pequeña tos, seguida de una corta aspiración a los 31 segundos. Se ha rumoreado que durante la grabación el hábito de fumador de Gilmour le hizo toser durante el solo y que renunció a este hábito cuando escuchó la tos durante la mezcla. Esta versión fue desmentida en el sitio oficial de Gilmour en el 2006, pero fue eliminada de la página web poco después. Parece ser que la tos y la aspiración se dejaron como un "accidente feliz" para dar carácter a la canción. Esto también tiene referencia a Coming Back to Life.
El riff se repite en toda la canción y se acorta cuando Gilmour toca varios solos con acompañamiento de canto "scat". Al final de la canción, el solo final se cruza con sonidos de viento (reminiscente de "One of These Days" del álbum de 1971 Meddle), y finalmente entra hacia la segunda sección de la suite "Shine On You Crazy Diamond".

## Wish You Were Here (Live at Rome 1994) - (Oficial)
"Wish You Were Here (Live at Rome 1994) - (Oficial)" es una grabación en vivo del sencillo promocional del mismo álbum homónimo de 1975, Wish You Were Here, grabado por la banda para su tercer álbum en vivo, Pulse. "Wish You Were Here (Live)" fue lanzado como sencillo el 20 de julio de 1995 en el Reino Unido y Europa, especialmente el último single lanzado por la banda hasta octubre de 2014. Como lado B, incluye 2 bonus track que son las versiones en vivo de Coming Back To Life y Keep Talking.

### Lista de canciones

#### Lado A
1. Wish You Were Here (Live). 6:07.
  - Cinecittá, Roma, Italia, 20 de septiembre de 1994.

#### Lado B
1. Coming Back To Life (Live). 6:54.
  - Earls Court, Londres, Inglaterra, 13 de octubre de 1994.
2. Keep Talking (Live). 7:11.
  - Neidersachsenstadion, Hannover, Alemania, 17 de agosto de 1994.

## Créditos
- David Gilmour: voz y guitarra acústica de 12 cuerdas
- Roger Waters: bajo
- Rick Wright: piano y sintetizadores
- Nick Mason: batería

## Interpretaciones en vivo
Pink Floyd
- - Wish You Were Here (1975)
  - A Collection of Great Dance Songs (1981)
  - «Wish You Were Here» (Sencillo) (1995)
  - P•U•L•S•E (1995)
  - Echoes: The Best of Pink Floyd (2001)

Roger Waters
- - Goodbye Mr. Pink Floyd (Bootleg) (1991)
  - In the Flesh (2000)
  - En vivo en la Ciudad de México. El 28 y 29 de septiembre y el 1 de octubre de 2016, Waters interpretó la canción.

Otros Artistas
- - Furia Latina - Seguridad Social (1993)
  - Hits Of Pink Floyd - The Royal Philharmonic Orchestra (1994)
  - Come Again - Sparklehorse ft. Thom Yorke (1998)
  - Welcome to the machine (álbum) - The Rock Anthem Orchestra (2002)
  - Frágil - Ana Torroja (2003)
  - Modern Folk and Blues Wednesday - Bob Forrest (2006)
  - Quilmes Rock - Velvet Revolver (2007)
  - Babies Go Pink Floyd - Sweet Little Band (2007)
  - Box Of Memories (EP) - The Generation (2014)
  - Durante la ceremonia de clausura de los juegos olímpicos de Londres 2012 Ed Sheeran junto a Richard Jones, Nick Mason, Mike Rutherford y David Arnold interpretaron esta canción, la cual a su vez fue grabada por ellos y fue incluida en la banda sonora de la clausura de los juegos olímpicos.